# Али-садр (пещера)
Али-Садр (перс. غار علی صدر‎ — «холод»; Али-Саадр) — крупнейшая в мире водная пещера, привлекающая ежегодно огромное количество посетителей. Она находится неподалёку от одноимённой деревни Али-Садр, расположенной в шахрестане Кебудрахенг, в 100 км к северу от города Хамадан, в западном Иране.

## Описание
В пещере огромное количество озёр различной площади, соединённых между собой тоннелями. Площадь отдельных пещерных озёр достигает нескольких сот квадратных метров. Глубина отдельных участков достигает 17 метров, а высота сводов пещеры — 15 метров над уровнем водной поверхности. Вода в пещере чистая и прозрачная, источником которой, по-видимому, служат родники. Два из ответвлений пещеры достигают в длину 11-12 км. Туристы путешествует по пещере, используя весельные лодки либо катамараны.

## Исследования пещеры
Археологические раскопки и исследования привели к открытию наскальных рисунков древней посуды, из которых сделали вывод, что пещера была обитаема ещё 12 000 лет назад. На рисунках были изображены животные, луки и стрелы, сцены охоты. Пещера известна ещё со времён правления персидского царя Дария I (521—485 гг. до н. э.), о чём свидетельствует надпись, обнаруженная у входа в пещеру. Однако впоследствии о пещере забыли, и в 1963 году она была заново открыта иранскими альпинистами.
Летом 2001 года немецко-британская экспедиция открыла одно из ответвлений пещеры, достигающее в длину 11 км.

## Галерея

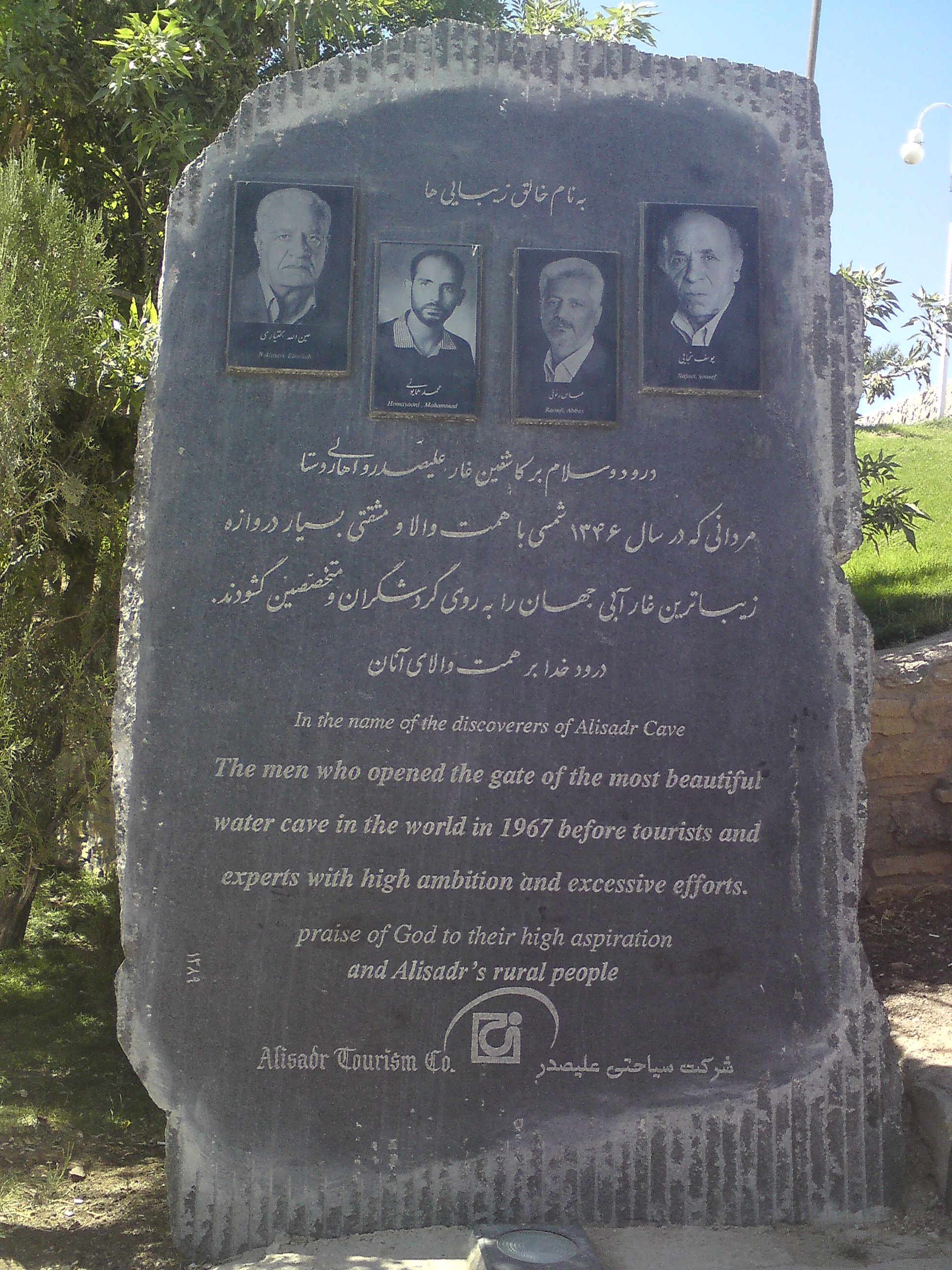
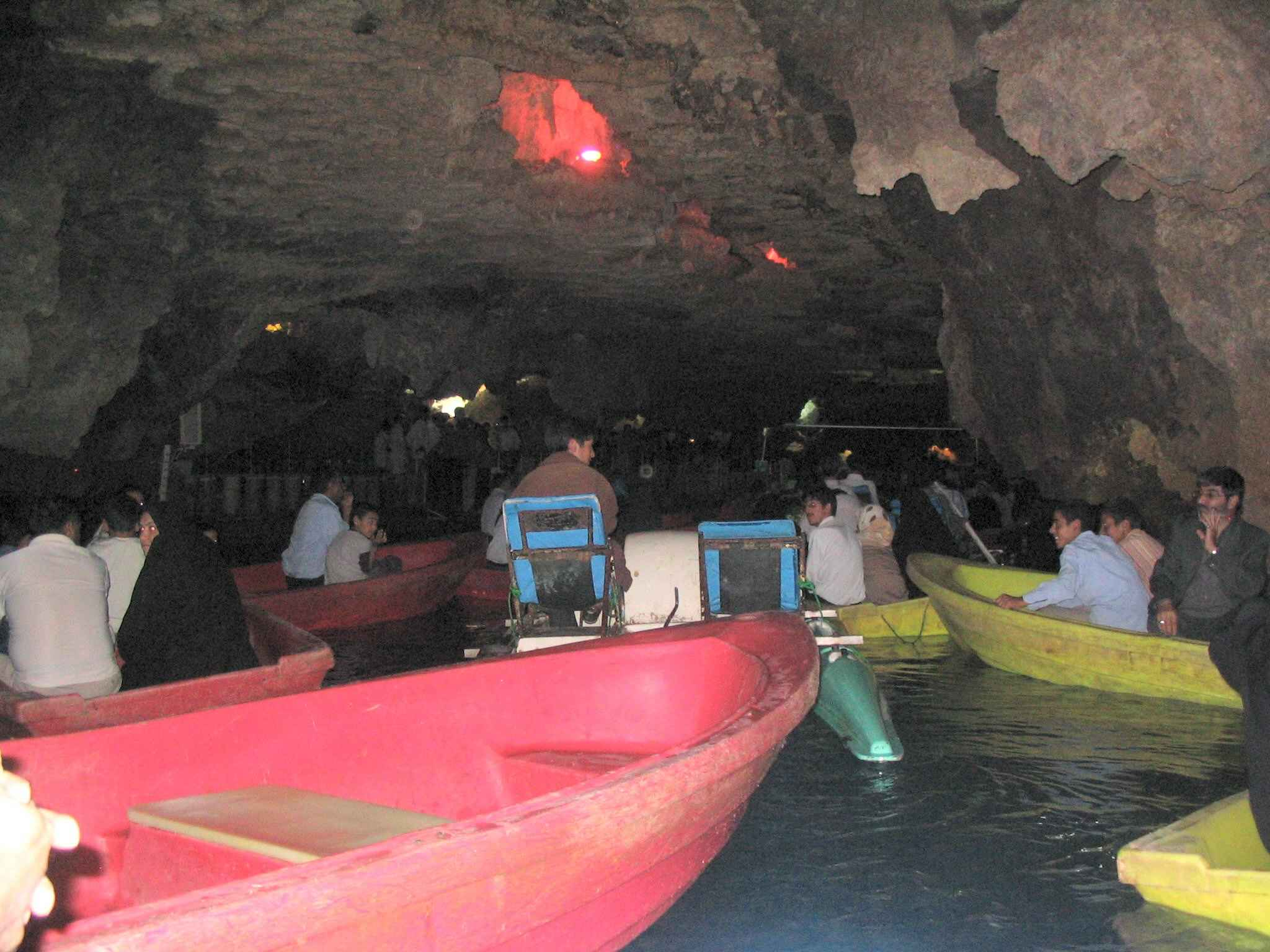
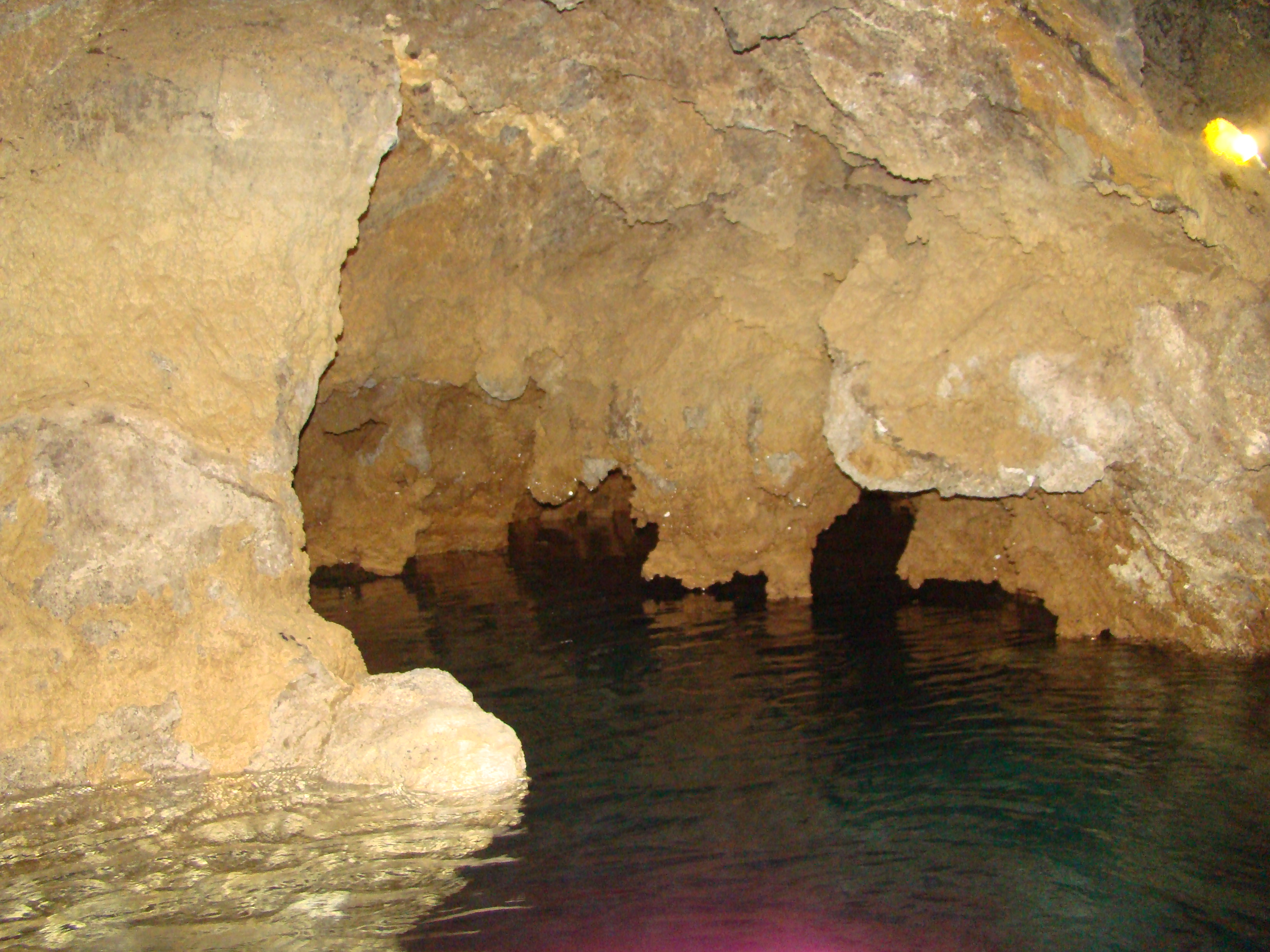
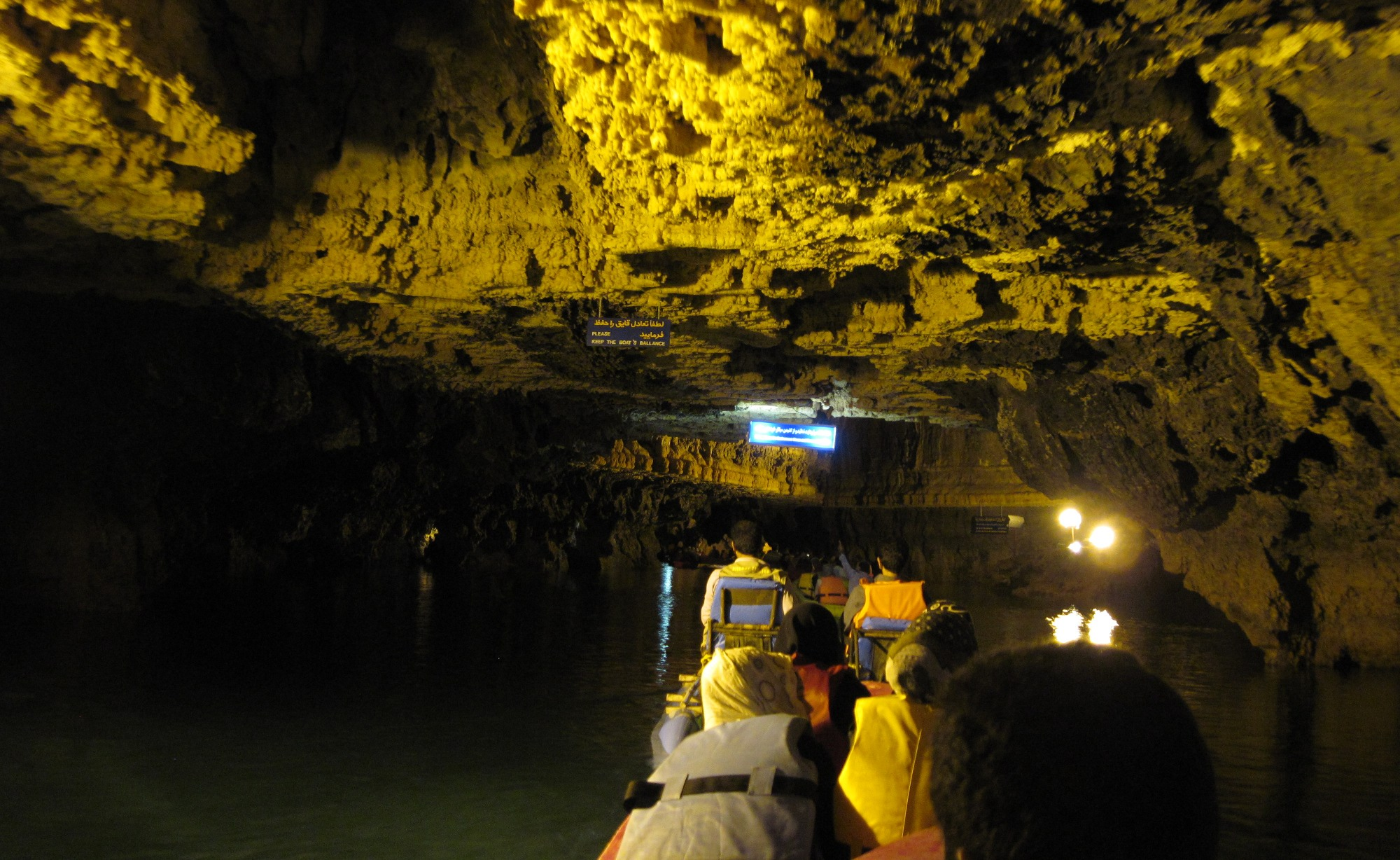
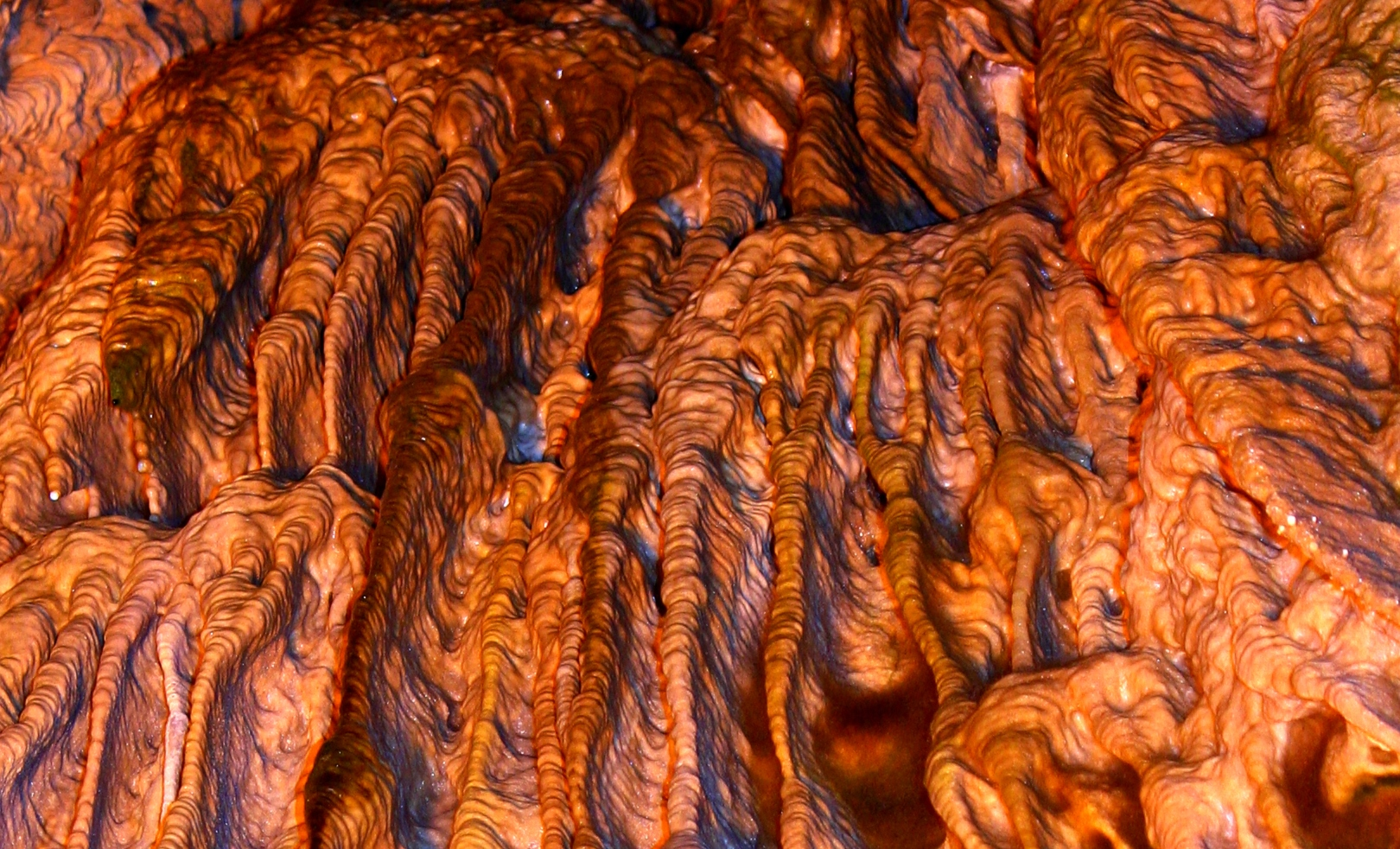
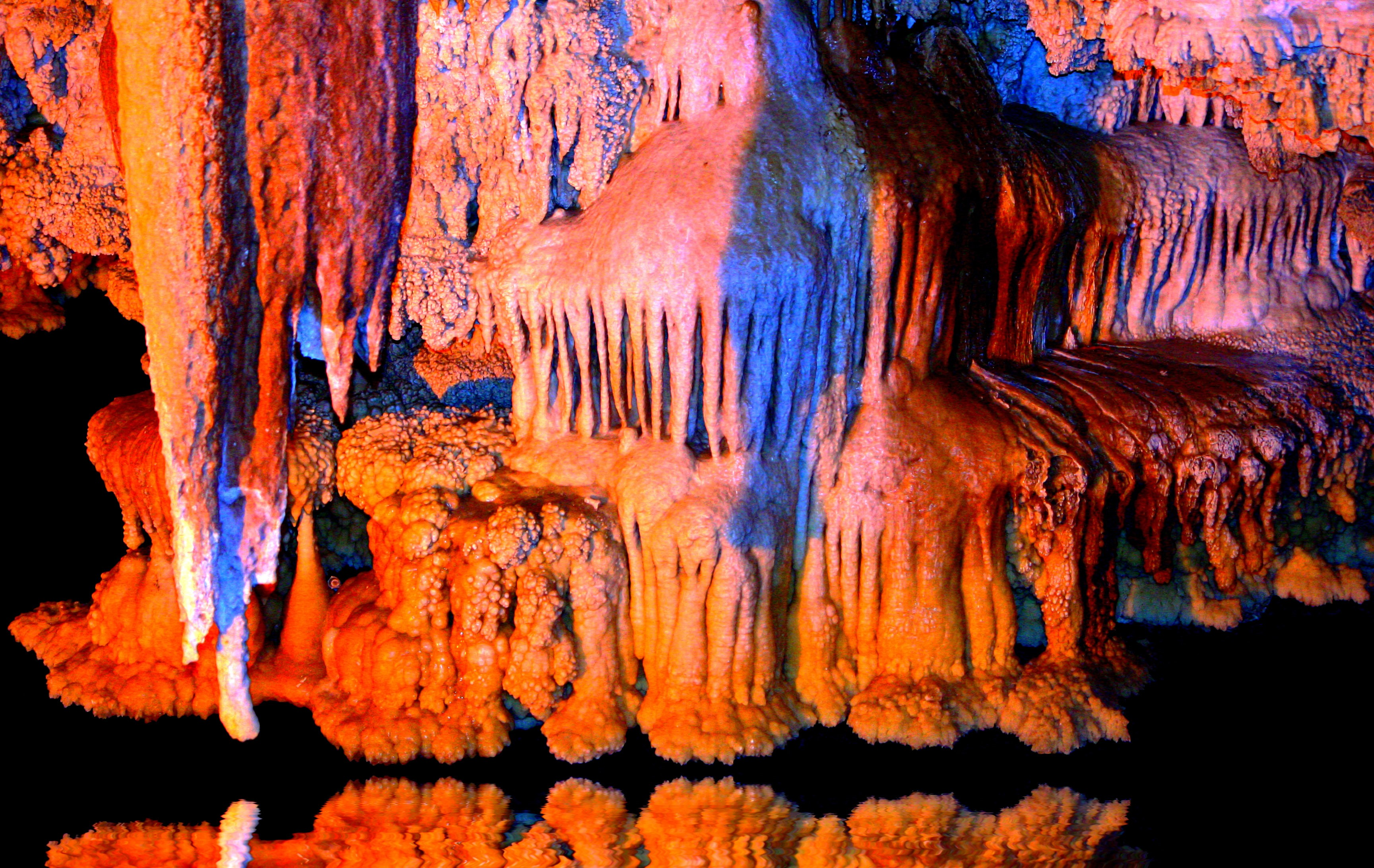